# Bazzania orbanii
Bazzania orbanii là một loài Rêu trong họ Lepidoziaceae. Loài này được Pócs mô tả khoa học đầu tiên..